# Amphicar
Amphicar (Amphicar Model 770) – niemiecka firma samochodowa produkująca jako jedna z pierwszych seryjnie amfibie dla użytkowników cywilnych.

## Historia
Trafiła do sprzedaży w 1961. Została zaprojektowana przez Niemca Hannsa Trippela i była produkowana przez firmę Amphicar w Lubece i Borsigwalde. Nazwa pochodzi od amfibii (ang. amphibious) i samochodu (ang. car). Wyprodukowano 4000 sztuk, z których większość trafiła do Stanów Zjednoczonych. Choć w porównaniu do innych samochodów jej popularność była skromna, to jest jedną z najbardziej cenionych amfibii cywilnych.

## Galeria

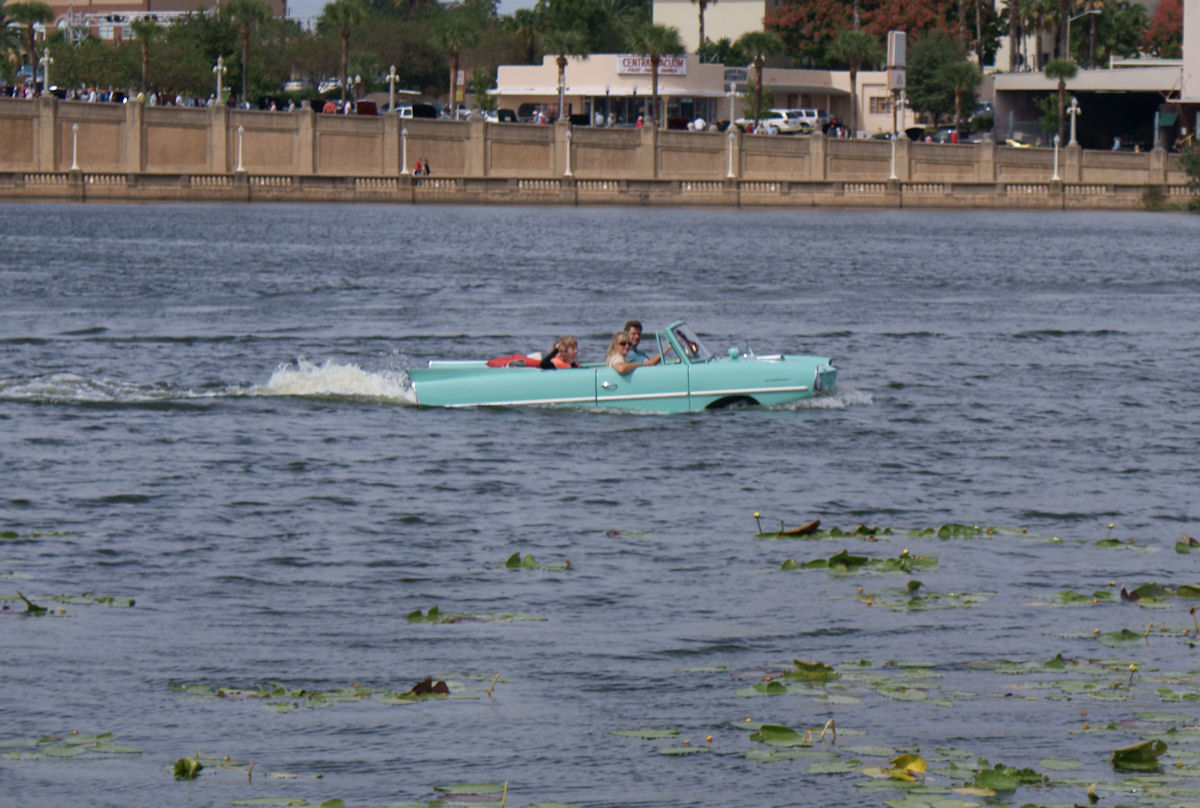
Amphicar w wodzie
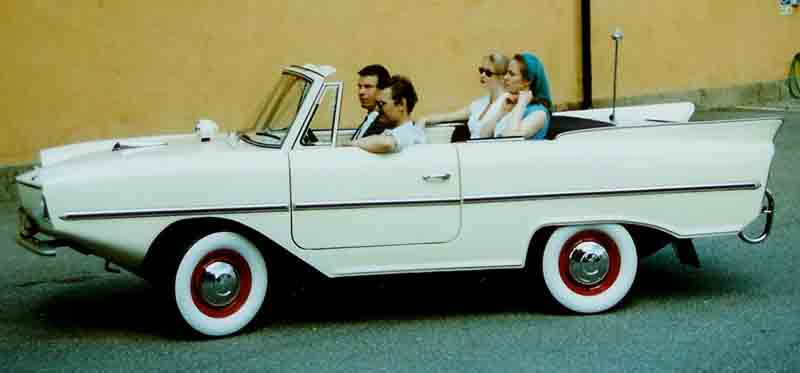
Amphicar na lądzie
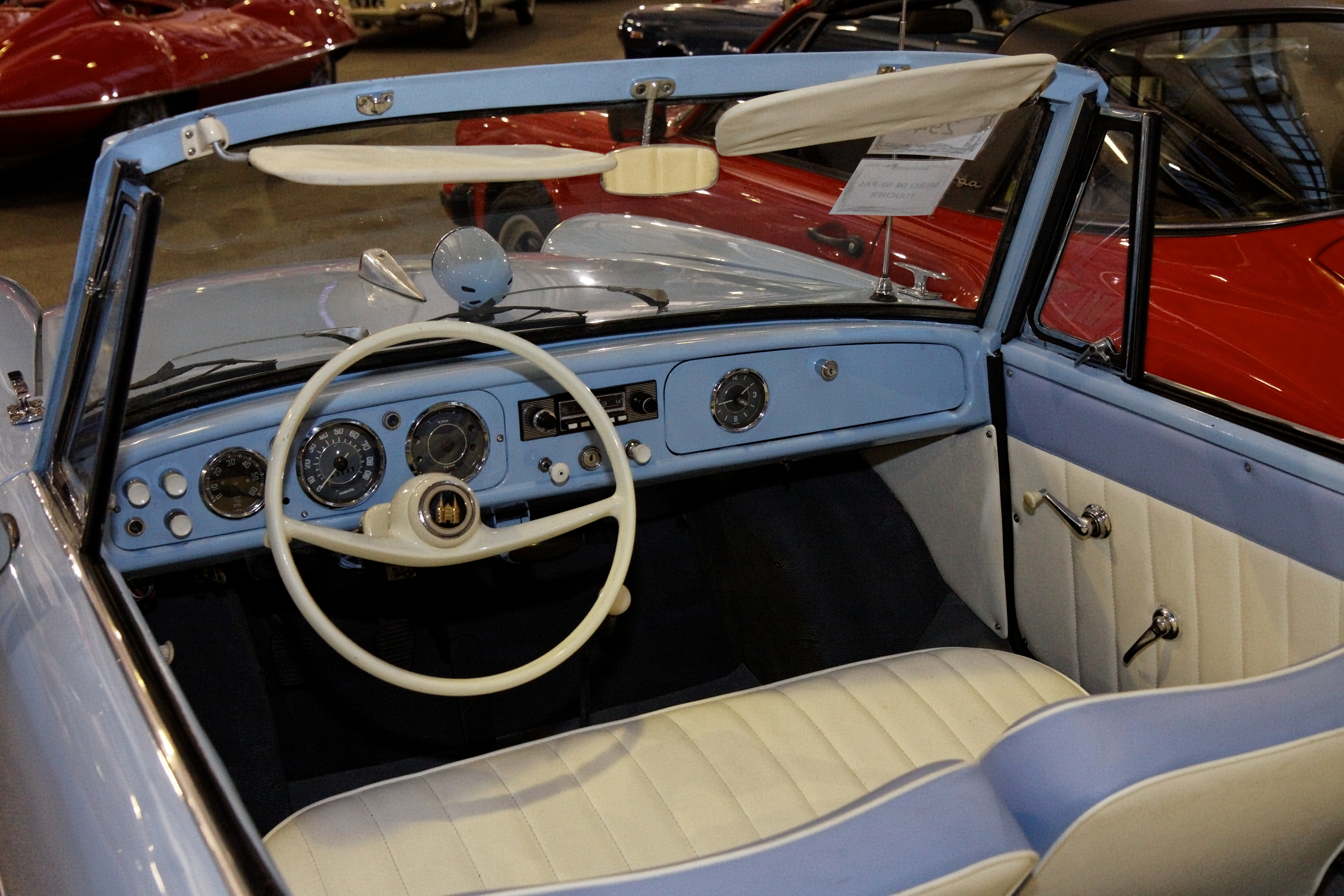
Deska rozdzielcza
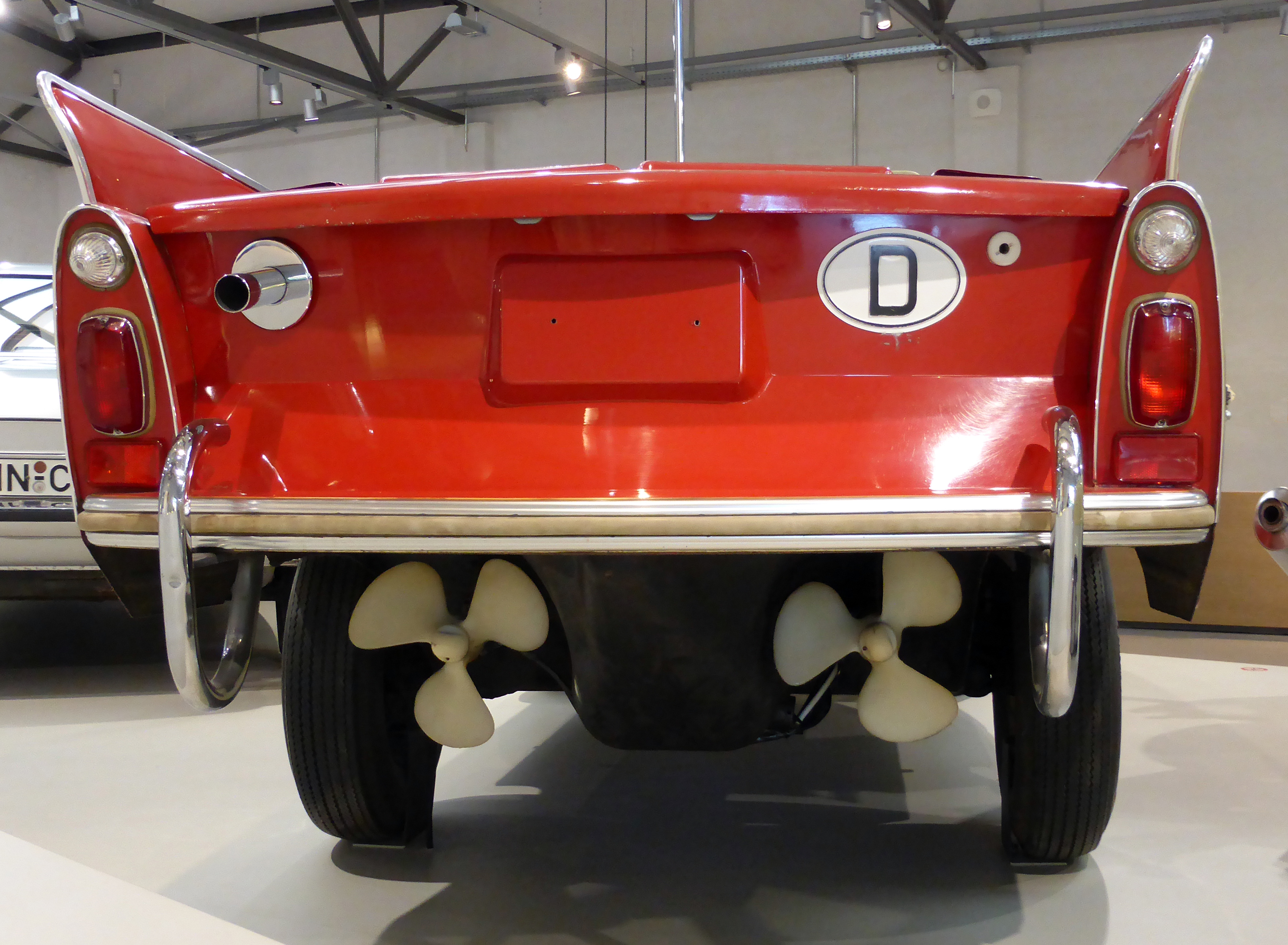
Widok dwóch śrub napędowych

## Wygląd
Przód amphicara jest lekko spiczasty i ścięty pod ostrym kątem. Koła ustawione są nisko gdy pojazd stoi na suchym lądzie. Przednie i tylne zderzaki są osadzone dość nisko. Jednoczęściowa szyba jest zakrzywiona. Składany dach pozwala zakwalifikować ten typ nadwozia jako kabriolet. Na wodzie pojazd porusza się za pomocą bliźniaczych śrub napędowych. Pojazd wykonano z miękkiej stali.

## Dane techniczne
Samochód z samonośną metalową karoserią wzmocnioną podłużnymi elementami rurowymi. Jej dolna część w kształcie wanny wykonana jest z blachy o grubości 1,5 mm. Podczas pływania drzwi są dodatkowo ryglowane od wewnątrz drugą klamką, dzięki czemu drzwi dociskane są mocniej do gumowych uszczelek, co zapobiega przedostawaniu się wody do wnętrza pojazdu.
Rzędowy silnik o pojemności 1,1 litra pochodzi z Triumpha Heralda 1200. W prototypach testowano wiele silników, ale silnik Triumpha był najlepszy pod względem wydajności, wagi, płynnej pracy na lądzie i na wodzie i niezawodności. Amhpicar miał moc 43 KM (32 kW) przy 4750 obr./min. Pojazd ten może osiągnąć prędkość 7 węzłów i 110-120 km/h. Amphicar charakteryzował się dużą dzielnością morską.
Podczas pływania podczas testów po Morzu Bałtyckim przy wietrze o sile 8 w skali Beauforta (62-74 km/h) nie udało się go wywrócić. Sterowanie w wodzie odbywa się, podobnie jak na lądzie, poprzez skręcenie przednich kół, przez co jest mniej zwrotny od konwencjonalnych łodzi.

## Popularność
W 1965 dwa Amphicary z powodzeniem przepłynęły rzekę Jukon.
W 1962 dwoje Francuzów przepłynęło La Manche między Dover i Calais Amphicarem 770 w czasie 5 godzin i 50 minut. Rekord ten został pobity dopiero 42 lata później przez Sir Richarda Bransona, któremu przepłynięcie kanału zajęło 1 godzinę, 40 minut i 6 sekund